# Siobhan Finneran

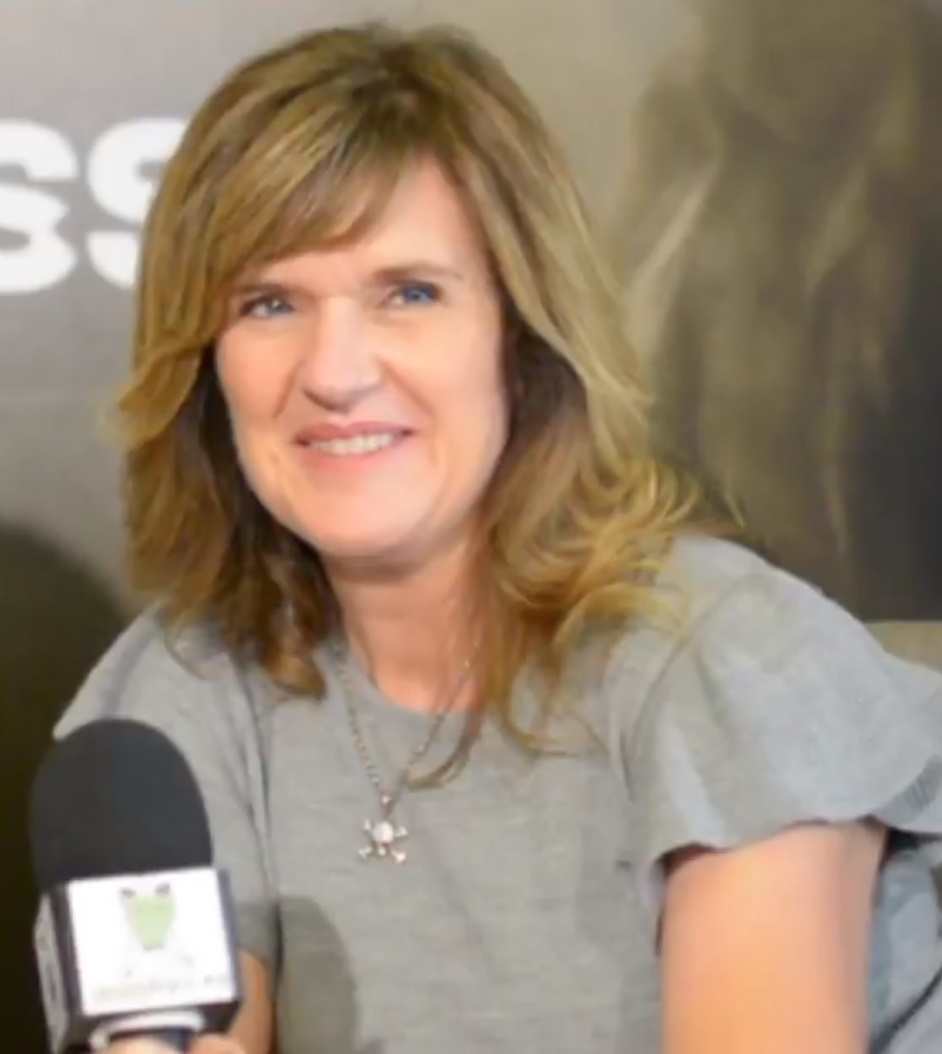
Siobhan Finneran, 2017

Siobhan Margaret Finneran (* 2. Januar 1966 in Lancashire, England) ist eine britische Schauspielerin.

## Leben
Finnerans erste große Rolle war die der Rita in dem Film Rita, Sue and Bob Too aus dem Jahr 1986. Von 2007 bis 2012 spielte sie die Rolle der Janice in der ITV-Fernsehserie Benidorm. Von 2010 bis 2012 war sie als Sarah O’Brien in der Drama-Serie Downton Abbey zu sehen. Finneran wurde mit ihren Downton-Abbey-Kollegen bei den Screen Actors Guild Awards 2013 als Bestes Schauspielensemble in einer Dramaserie ausgezeichnet. 2014 erhielten sie eine Nominierung in derselben Kategorie.
Finneran war von  1997 bis 2014 mit dem Schauspieler Mark Jordon verheiratet, sie haben zwei Kinder. Sie lebt in Saddleworth, Lancashire.

## Filmografie (Auswahl)
- 1986: Rita, Sue... und Bob dazu (Rita, Sue and Bob Too)
- 1989–1990: Coronation Street (Fernsehserie, 10 Folgen)
- 1991: Cannon and Ball’s Playhouse: Growing Concern (Fernsehfilm)
- 1991–1992: Motormouth (Fernsehserie, 32 Folgen)
- 1995–1996: The Russ Abbot Show (Fernsehserie, 8 Folgen)
- 2000–2002: Clocking Off (Fernsehserie, 21 Folgen)
- 2001: Bob and Rose (Fernsehserie, 3 Folgen)
- 2002: Blood Strangers (Fernsehfilm)
- 2002: The King and Us (Fernsehfilm)
- 2002: Shipman (Fernsehfilm)
- 2002: Sparkhouse (Fernsehfilm)
- 2004: Passer By (Fernsehfilm)
- 2006: Johnny and the Bomb (Fernsehfilm)
- 2006: The Amazing Mrs Pritchard (Fernsehserie, 4 Folgen)
- 2006: Hautnah – Die Methode Hill (Wire in the Blood, Fernsehserie, 1 Folge)
- 2007: Boy A
- 2007–2012: Benidorm (Fernsehserie, 35 Folgen)
- 2008: Apparitions (Fernsehserie, 5 Folgen)
- 2009: Unforgiven (Fernsehserie, 3 Folgen)
- 2010–2012: Downton Abbey (Fernsehserie, 25 Folgen)
- 2013: The Syndicate (Fernsehserie, 6 Folgen)
- 2013: The Selfish Giant
- 2014–2023: Happy Valley – In einer kleinen Stadt (Happy Valley, Fernsehserie)
- 2018: Doctor Who (Fernsehserie, Folge 11x08)
- 2019: A Confession (Fernsehminiserie)
- 2020: Ich schweige für dich (The Stranger, Fernsehserie, 8 Folgen)
- 2023: The Reckoning  (vierteilige Miniserie)
- 2024: The Damned

## Auszeichnung
- 2013: Nominiert für den British Independent Film Award für The Selfish Giant in der Kategorie Beste Nebendarstellerin
- 2013: TV Guide Awards für Downton Abbey in der Kategorie Favorite Feud (gemeinsam mit Rob James-Collier)
- 2013: Screen Actors Guild Award für Downton Abbey in der Kategorie Bestes Schauspielensemble in einer Dramaserie
- 2014: Nominiert für den Screen Actors Guild Award für Downton Abbey in der Kategorie Bestes Schauspielensemble in einer Dramaserie